# Carl Tanzler
Carl Tanzler   (Dresden, 8 de febrer de 1877 - Tampa, 3 de juliol de 1952) fou un radiòleg a l'hospital de la marina a Key West, Florida. Va desenvolupar una obsessió per una pacient de tuberculosi anomenada Elena Milagro de Hoyos (31 de juliol de 1909 - 25 d'octubre de 1931). Gairebé dos anys després de la mort d'Elena, Carl va treure el cos de la tomba i va conviure amb el cadàver durant set anys, fins a ser descobert per la família i per les autoritats l'any 1940.

## Nom
Tanzler va canviar de nom al llarg de la seva vida. En el seu certificat alemany de matrimoni, és llistat sota el nom de Georg Karl Tänzler. En els papers per la ciutadania dels Estats Units es troba registrat com a Carl Tanzler von Cosel. En el seu certificat de defunció només hi ha escrit Carl Tanzler, i en algun registre hospitalari es llista com a Compte Carl Tanzler von Cosel.

## Primers Anys
Georg Karl Tänzler va néixer a Dresden, Alemanya el 8 de febrer de 1877. Va créixer en l'Alemanya Imperial, però va marxar a Austràlia just abans de l'esclat de la Primera Guerra Mundial.
Va tornar alemanya als principis de la dècada del 1920, on es va casar amb Doris Schäfer (1889- 1977) i va tenir dos fills: Ayesha Tanzler (1922 - 1998) i Clarista Tanzler (1924 - 1934 (diftèria)).
Tanzler emigrà als Estats Units l'any 1926, navegant des de Rotterdam el 6 de febrer de 1926 fins a l'Havana, Cuba. De Cuba va viatjar fins a Zephyrhills, Florida, on ja vivia la seva germana. Deixant la seva família a Zephyrhills, va aconseguir feina com a radiòleg a l'hospital de la marina dels Estats Units a Key West, sota el nom de Carl von Cosel.
Al llarg de la seva vida, Tanzler afirma haver tingut visions d'un familiar difunt, la Comptessa Anna Constantia von Cosel, qui li desvelava la cara del seu autèntic amor, una dona exòtica amb els cabells foscos.

## Maria Elena Milagro de Hoyo

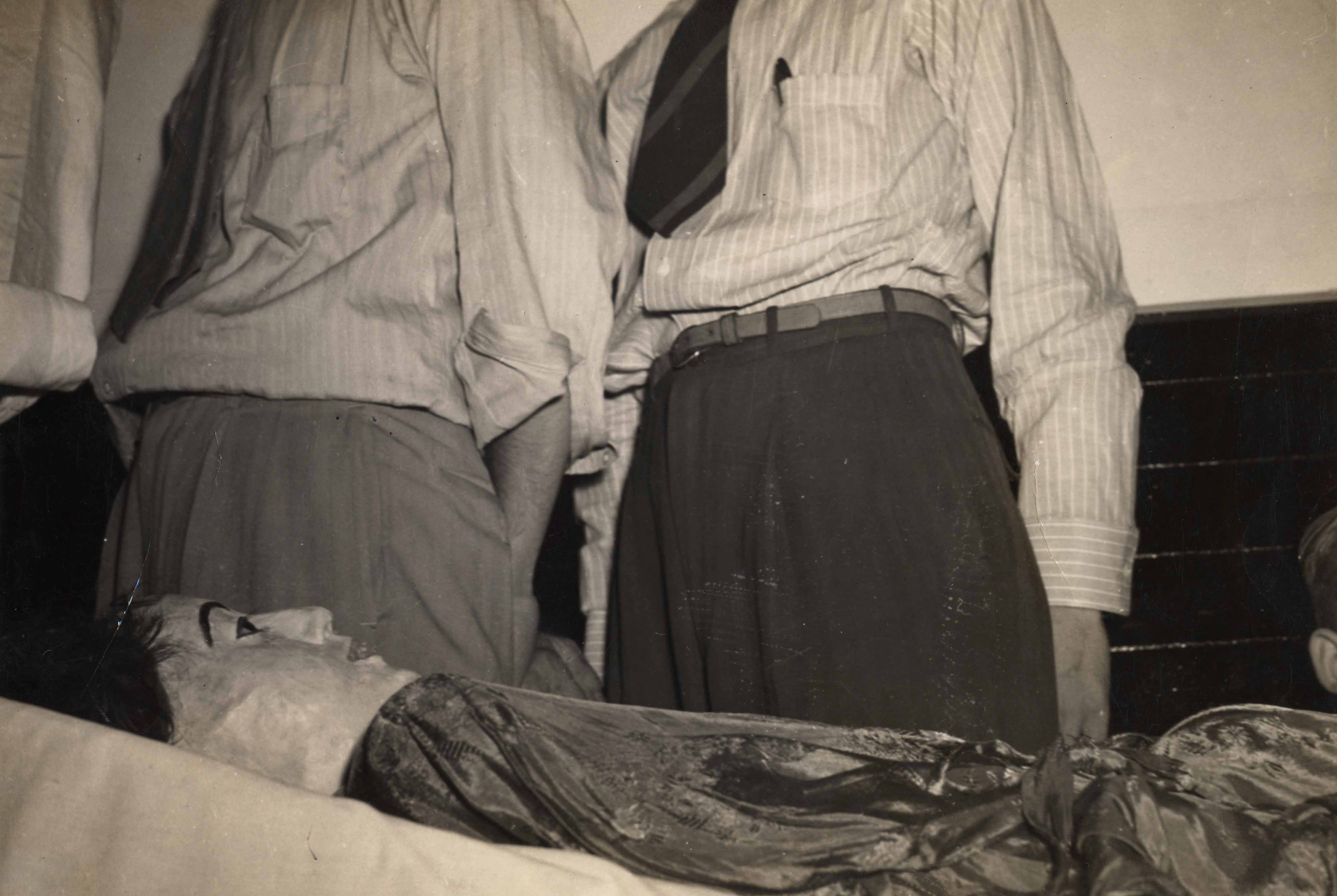
El cadàver de Maria Elena Milagro de Hoyo (1909–1931) enguixat i encerat, 1940.

El 22 d'abril de 1930, mentre treballava a l'hospital, Tanzler va conèixer a Maria Elena Milagro de Hoyos, una dona cubana que havia anat a l'hospital acompanyada per la seva mare a examinar-se. Tanzler la va reconèixer immediatament com la dona de les seves visions.
Elena era la filla de Francisco "Pancho" Hoyos (1883 - 1934), un fabricant de cigars, i d'Aurora Milagro (1881 - 1940). Tenia dues germanes, Florinda "Nana" Milagro Hoyos (1906 - 1944) i Celia Milagro Hoyos (1913 - 1934).
El 18 de febrer de 1926, Elena es va casar amb Luis Mesa (1903 - 1974), el fill de Caridad i Isaac Mesa. Mesa va abandonar Elena poc després de patir un avortament espontani, i es va mudar a Miami. Elena seguia legalment casada amb Mesa al moment de la seva mort.
Elena fou diagnosticada amb tuberculosi, una malaltia llavors fatal, que va segar la vida de gairebé tota la seva família. Tanzler, amb el seu autoprofessat coneixement mèdic va intentar curar Elena amb una varietat de tractaments, fins i tot portant material de raigs X a la casa d'Elena. Tanzler va regalar a Elena una gran varietat de joies i peces de roba, i presumptament va professar el seu amor a ella, però no s'ha trobat cap evidència que demostri que el seu amor era recíproc.

## Obsessió
Malgrat tots els esforços de Tanzler, Elena va morir de tuberculosi el 25 d'octubre de 1931. Tanzler va pagar el seu funeral, i amb el permís de la família va fer construir un mausoleu sobre terra en el cementiri de Key West, on ell anava gairebé cada nit.
Una vesprada d'abril de 1933, Tanzler va emportar-se el cos d'Elena a casa seva amb un carretó de joguet. Va afirmar ell anys més tard que l'esperit d'Elena li parlava quan ell anava a visitar-la; afirma que l'esperit li demanava que se l'emportés de la tomba.
Tanzler va lligar els ossos del cadàver amb cordes de piano i va posar-li ulls de vidre. A mesura que la pell es descomponia, Tanzler anava canviant-la per teixits de seda mesclats amb cera i guix. A mesura que els cabells d'Elena queien, Tanzler va canviar-los per una perruca dels propis cabells d'Elena, que va obtenir de la seva mare prèviament. També va omplir la cavitat abdominal amb draps per mantenir la forma original. Va vestir les restes d'Elena en mitjes, joies i guants, i va mantenir el cos en el seu llit. Utilitzava quantitats abundants de perfum, desinfectants i agents conservants per emmascarar l'olor i prevenir els efectes de la descomposició.
Durant l'octubre de 1940, la germana d'Elena va sentir rumors que Tanzler vivia amb el cos d'Elena, i el va enfrontar a casa seva, on va descobrir el cos d'Elena. Florinda va notificar les autoritats, que van detenir Tanzler. Després d'un examen psiquiàtric, se'l va declarar mentalment sa, i se'l va jutjar per "malintencionadament destruir una tomba i extreure'n el cos sense autorització". Després de la vista preliminar, es va abandonar el cas, ja que el delicte havia expirat.
Poc després de descobrir el cos, va ser examinat per patòlegs i exposat al públic a la casa funerària Dean-Lopez. Finalment, es va retornar el cos al cementiri, en una tomba sense marcar, per evitar futures manipulacions.
Les circumstàncies que envoltaven el cas i la vista preliminar van cridar l'atenció dels mitjans de comunicació (especialment el Key West Citizen i el Miami Herald) i va generar sensació per tota la nació. L'opinió del públic generalment era simpatètica cap a Tanzler, qui es veia com a un "romàntic excèntric".
Tot i que en el seu moment no se'n va parlar, el doctor DePoo i el doctor Foraker, que van atendre l'autòpsia d'Elena el 1940, van afirmar l'any 1972 que es va trobar un tub inserit a la zona vaginal que permetia mantenir relacions sexuals. Altres afirmen que el fet que no s'aportessin proves de necrofília a la vista preliminar del judici de Tranzler i que "l'evidència" aparegués 32 anys després de l'autòpsia converteixen les afirmacions en qüestionables. Tot i que no existeixen proves fotogràfiques, es van tornar a afirmar les acusacions de necrofília en el programa Autopsy, de 1999.

## Últims anys i mort
L'any 1933, Tanzler es va traslladar al comtat de Pasco, Florida, prop de Zephyrhills, Florida, on va escriure una autobiografia que va aparèixer a la revista pulp Fantastic Adventures, el 1947. La seva casa era a prop de la seva dona Doris, que sembla que va ajudar a donar suport a Tanzler en els seus últims anys. Tanzler va rebre la ciutadania dels Estats Units el 1950 a Tampa.
Separat de la seva obsessió, Tanzler va utilitzar una màscara mortal per crear una efígie d'Elena a mida real, i va viure amb ella fins a la seva mort amb 75 anys el 3 de juliol de 1952. El seu cos va ser descobert al terra de casa seva tres setmanes després de la seva mort. Va morir amb el nom de "Carl Tanzler".
S'ha explicat que Tanzler va ser trobat als braços de l'efígie d'Elena en descobrir el seu cadàver, però el seu obituari va informar que va morir a terra darrere d'un dels seus òrgans.
S'ha escrit (sobretot per Swicegood) que Tanzler va fer canviar els cossos (o que les restes d'Elena li van ser retornades en secret), i que va morir amb el cos real d'Elena.

## En la cultura popular
- Fantastic Adventures Tanzler von Cosel, Karl (setembre de 1947); "El secret de la tomba d'Elena"

- El 2017, el programa de ràdio This American Life va emetre una història sobre Tanzler i Hoyos.[9]